# 石谷家住宅
石谷家住宅（いしたにけじゅうたく）は、鳥取県八頭郡智頭町智頭396にある邸宅。国の重要文化財に指定されている近代和風建築である。

## 概要
江戸時代に鳥取藩最大の宿場町として栄えた智頭宿における最も大きな建物の一つで、智頭往来に面して建つ。敷地面積は約10,000平方メートル、広大な池泉回遊式日本庭園を中心に配された部屋は40、土蔵は7を数える。
石谷家は屋号を「塩屋」と称した近世以来の商家で、明治以降は山林地主として栄えた。石谷家住宅は、江戸時代の庄屋建築を、大正8年（1919年）以降、当時の当主で衆議院議員・貴族院議員を務めた石谷伝四郎が改築造営したものである。伝四郎の死後、弟の石谷伝市郎が引き継ぎ、現在の主屋が完成したのは伝四郎の死後の昭和3年（1928年）である。さまざまな様式が調和した豪壮な邸宅は近代和風建築の傑作とされる。

## 建築

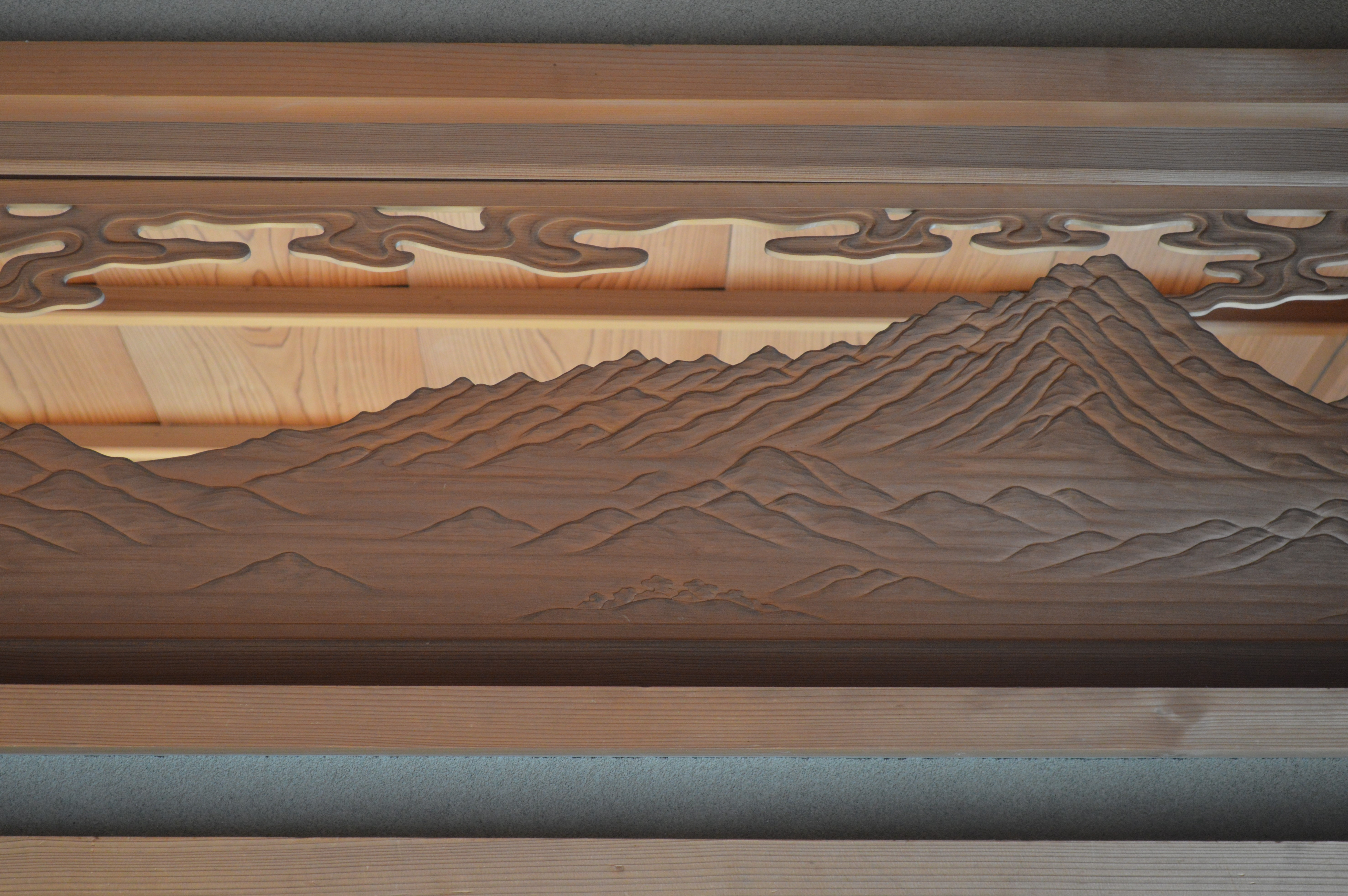
国米泰石による欄間

主屋は南を正面として建つ。入母屋造、桟瓦葺、2階建で、桁行23.2メートル、梁間13.8メートルの規模を有し、南面東寄りに座敷が突出する。1階は西側を土間、東側を居室とする。土間は長大な梁を架け渡し、2階まで吹き抜けの空間とする。前述の南面の座敷のさらに南側に玄関棟が接続する。主屋の南東には座敷棟、北東には家族棟が建ち、これらの建物に面する敷地東側には日本庭園を設ける。敷地の背後や西側の境界沿いには蔵が建ち並ぶ。本住宅は規模が大きいのみならず、良質の杉材を用い、施工技術、意匠が優れている。庭園や蔵などの付属棟も含めた屋敷構え全体が良好に保存されており、近代和風建築の代表例としてその価値は高い。
主屋のいたるところに石谷家に伝わる美術工芸品が飾られている。鬼瓦や欄間は1921年（大正10年）頃に仏師の国米泰石が手掛けた作品である。7つの土蔵のうち4つを博物館や資料館として公開・活用している。

## 文化財

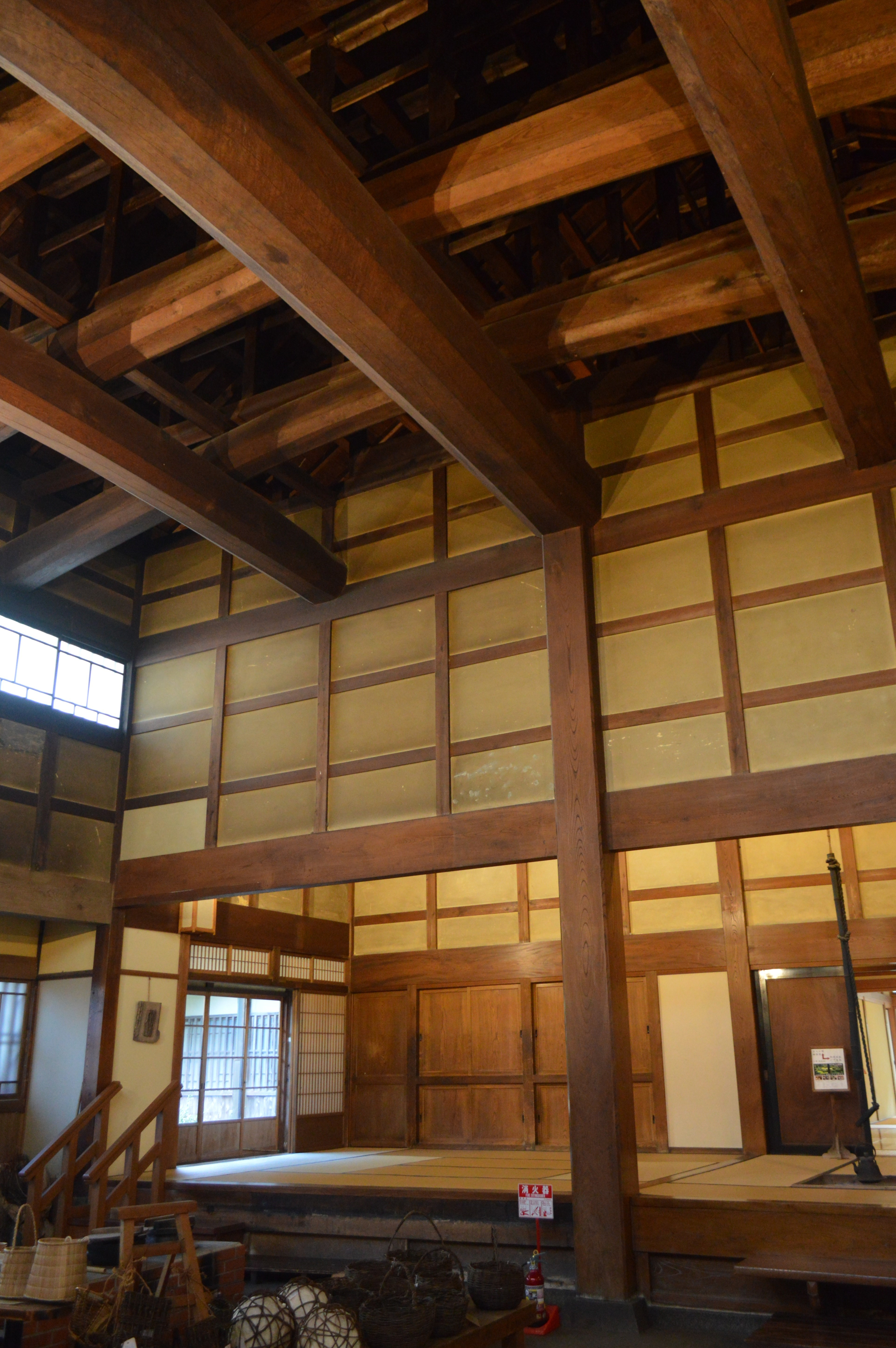
主屋1階の土間・広間

主屋など8棟ならびに敷地が2009年（平成21年）12月8日付で国の重要文化財に指定され、玄関棟など5棟、関係文書および棟札が重要文化財の附（つけたり）指定となっている。また庭園は2008年（平成20年）3月28日に国の登録記念物（名勝）に登録され、2010年（平成22年）1月14日には鳥取県の指定名勝にも指定されている。蔵などの付属建物も大正期から昭和初期に建てられた物である。

### 重要文化財
- 石谷家住宅
  - 主屋
  - 座敷棟
  - 家族棟
  - 一号蔵（附:棟札）
  - 二号蔵（附:棟札）
  - 三号・四号蔵（附:棟札）
  - 五号・六号蔵
  - 七号蔵
  - 土地4,527.46平方メートル（塀、石垣、石段を含む）

以下は附（つけたり）指定物件
- 玄関棟
- 車庫
- 炭置場
- 大工小屋
- 裏門
- 普請関係文書15冊

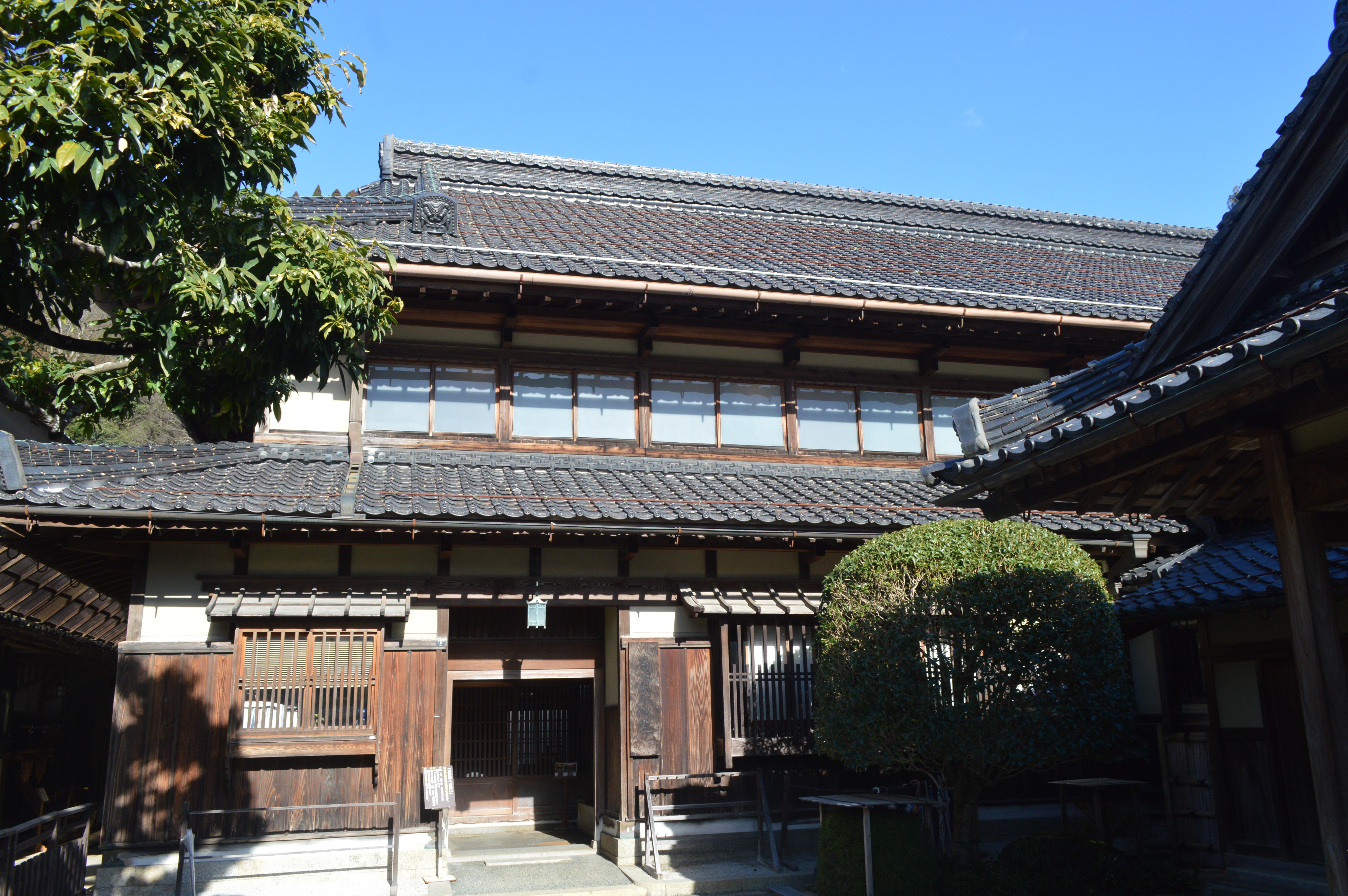
主屋入口
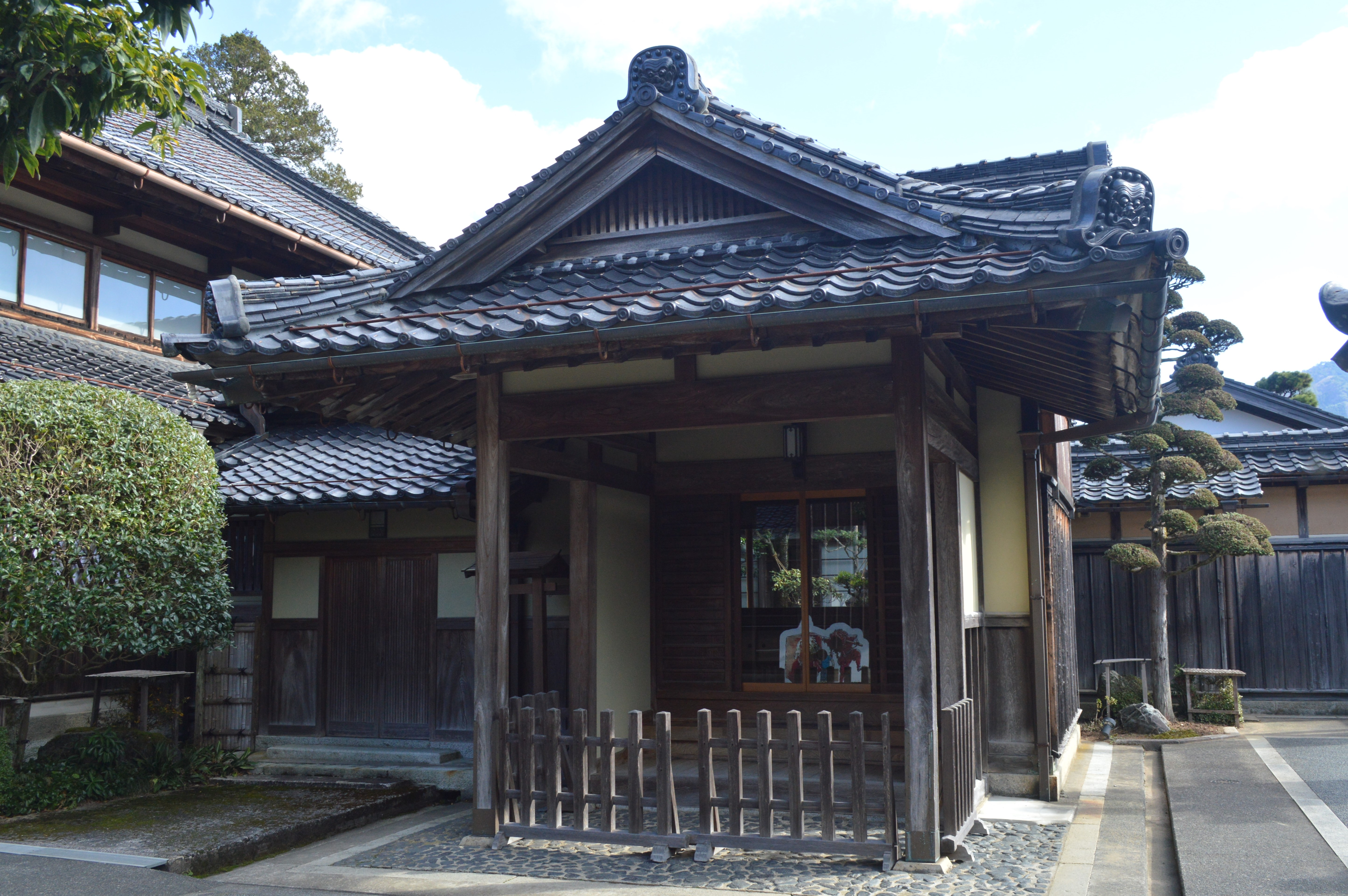
玄関棟
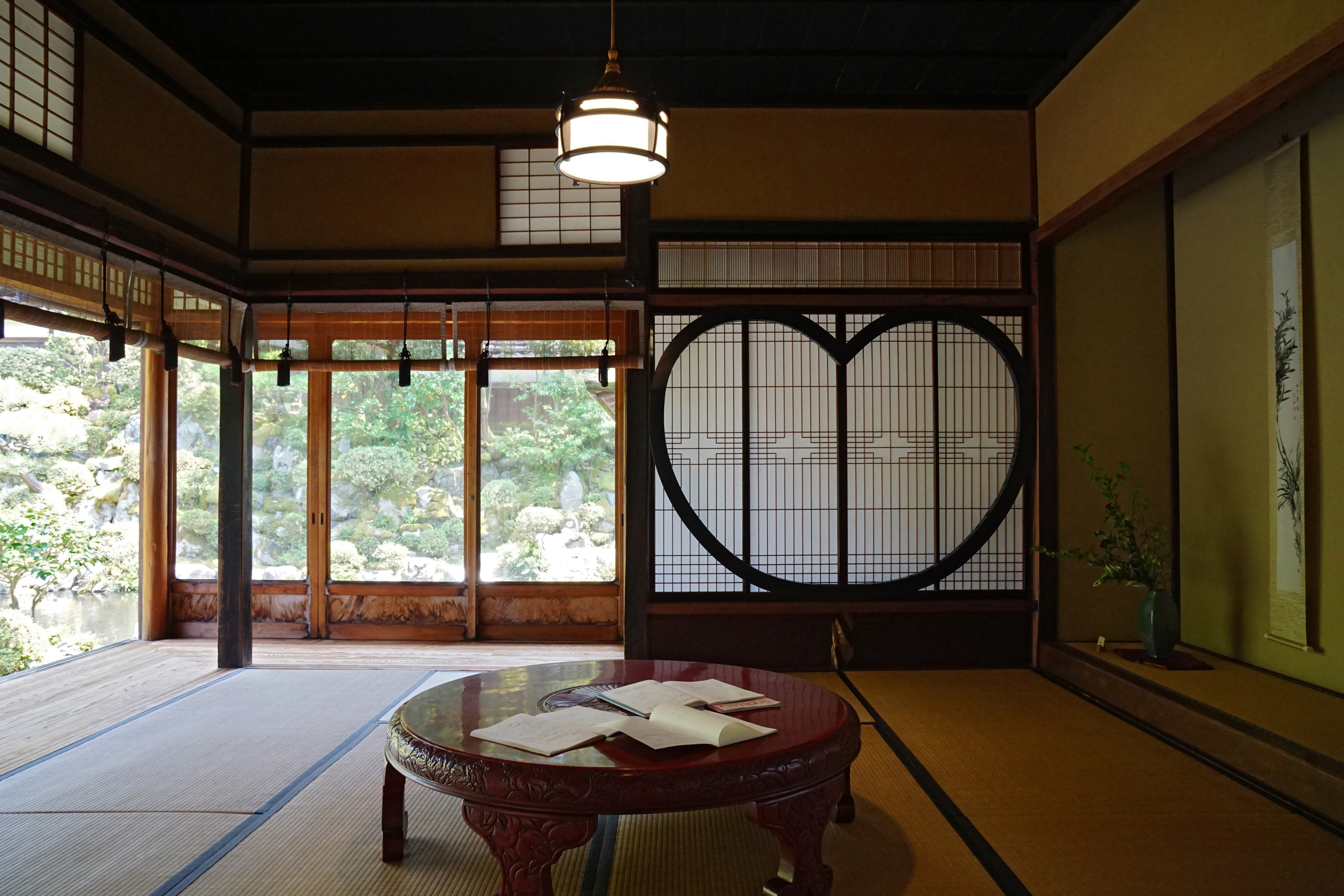
座敷棟の古座敷、平書院の猪目形の框
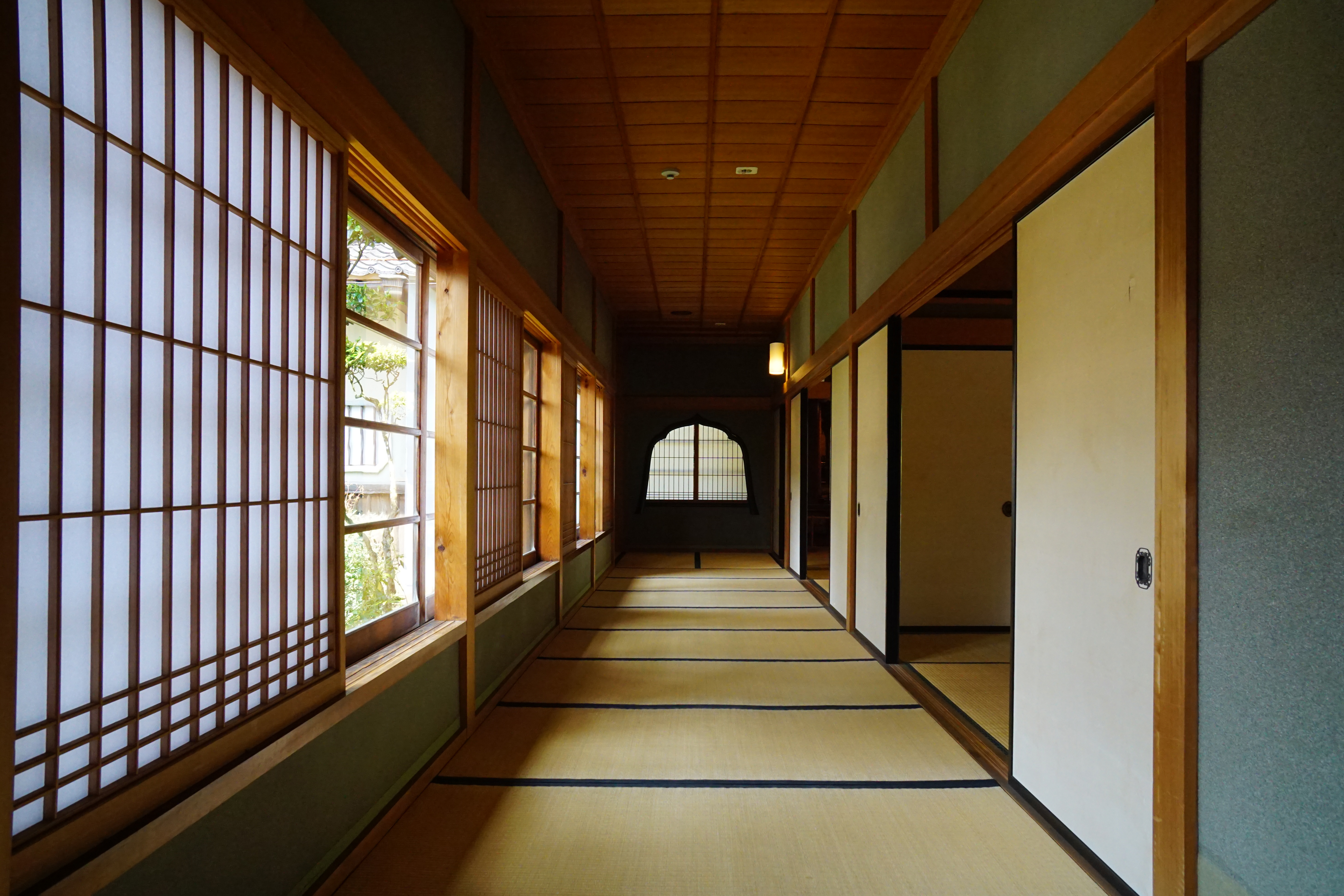
座敷棟西側の畳廊下（南から望む）
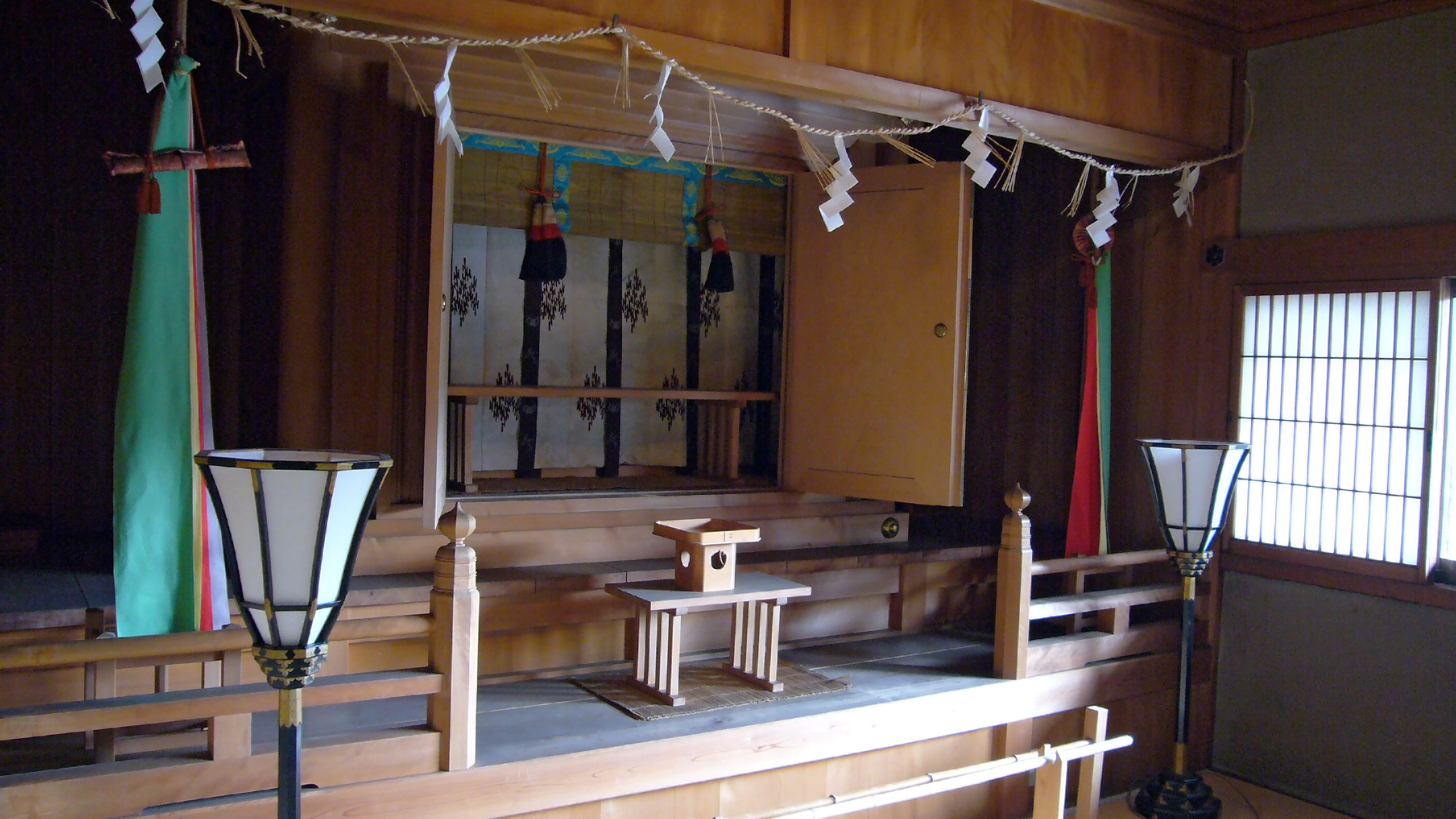
主屋2階の宮殿
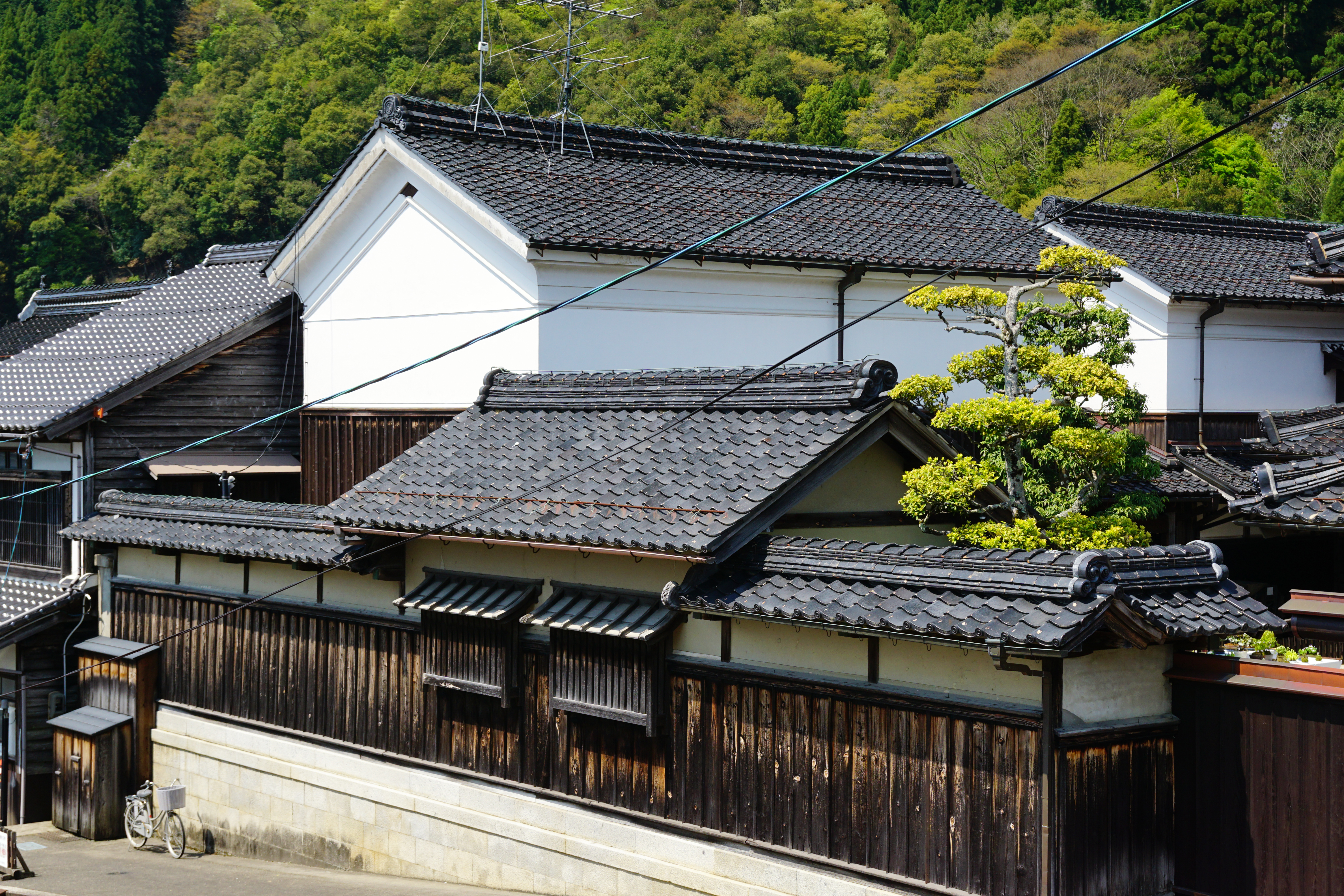
一号・二号蔵（中央の切妻屋根の建物が一号蔵、その奥の建物が二号蔵）
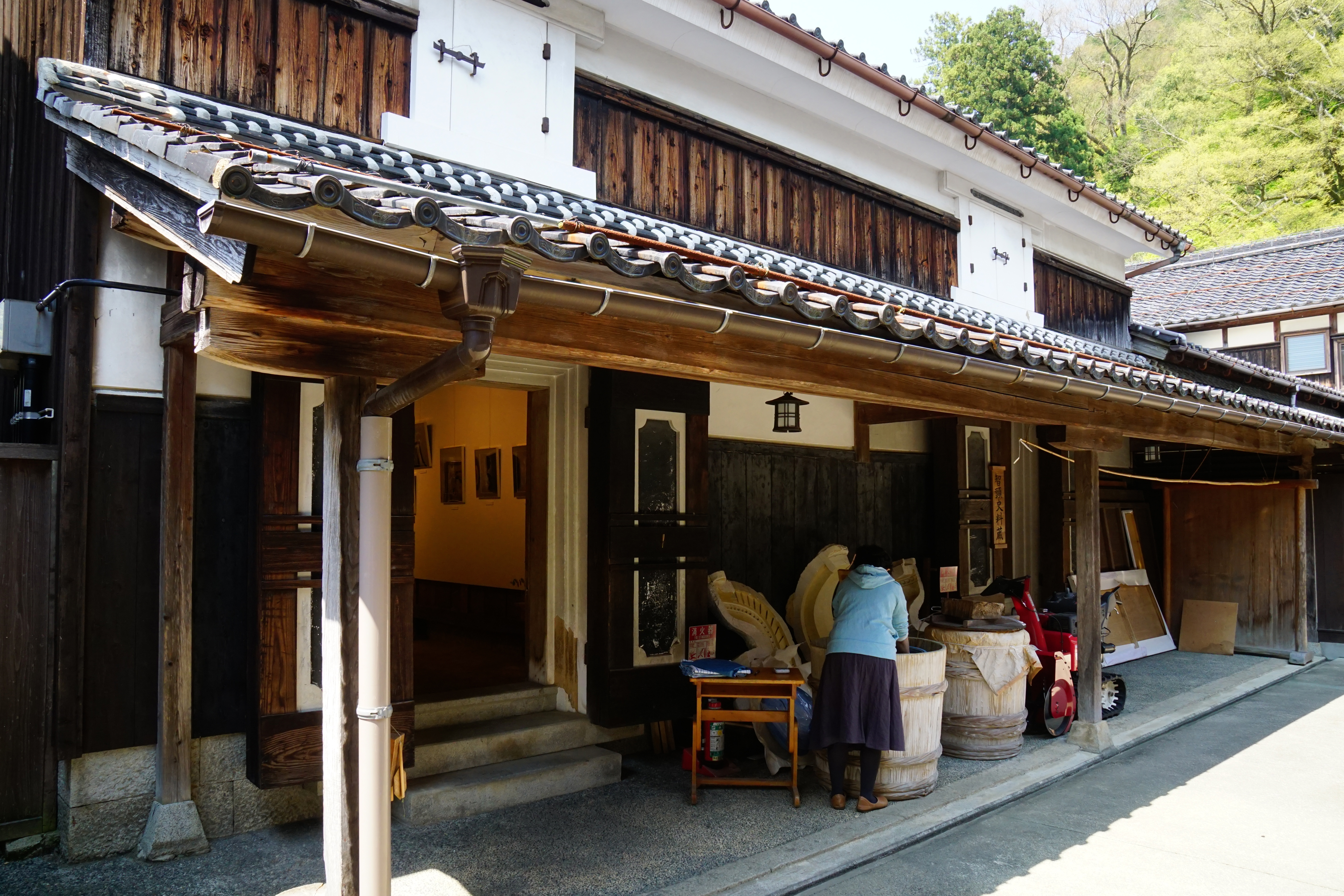
三号・四号蔵（三・四号蔵を合わせて1棟とする。手前の戸口が三号蔵、奥が四号蔵）
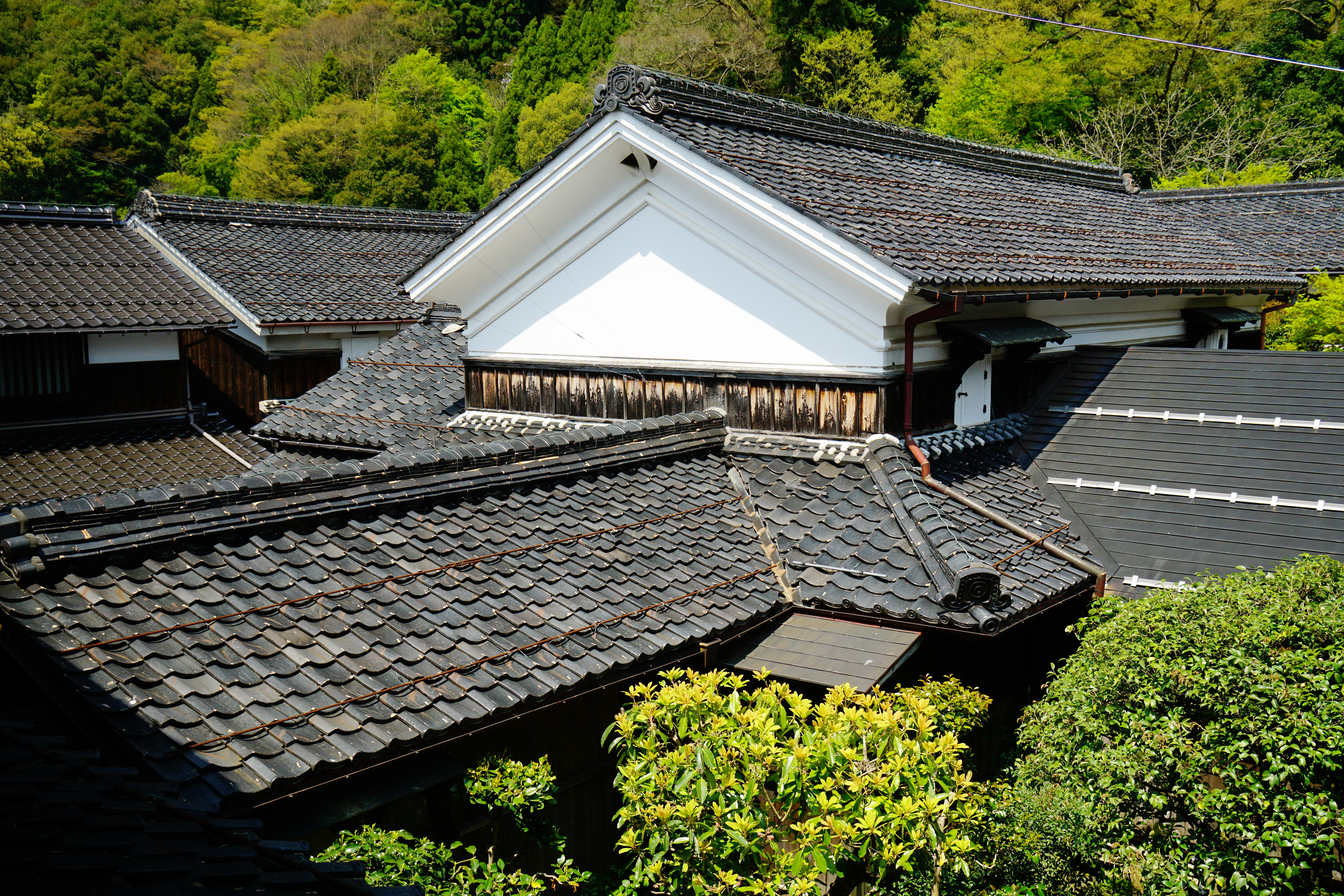
五号・六号蔵（中央の切妻屋根の建物。五・六号蔵を合わせて1棟とする。）

### 国登録記念物・鳥取県指定名勝
- 石谷氏庭園 - 主庭は池泉庭園、枯山水庭園、芝庭で構成される。ほか、露地庭、中庭がある。2008年（平成20年）3月28日に国の登録記念物（名勝）に登録、2010年（平成22年）1月14日に鳥取県の名勝に指定。

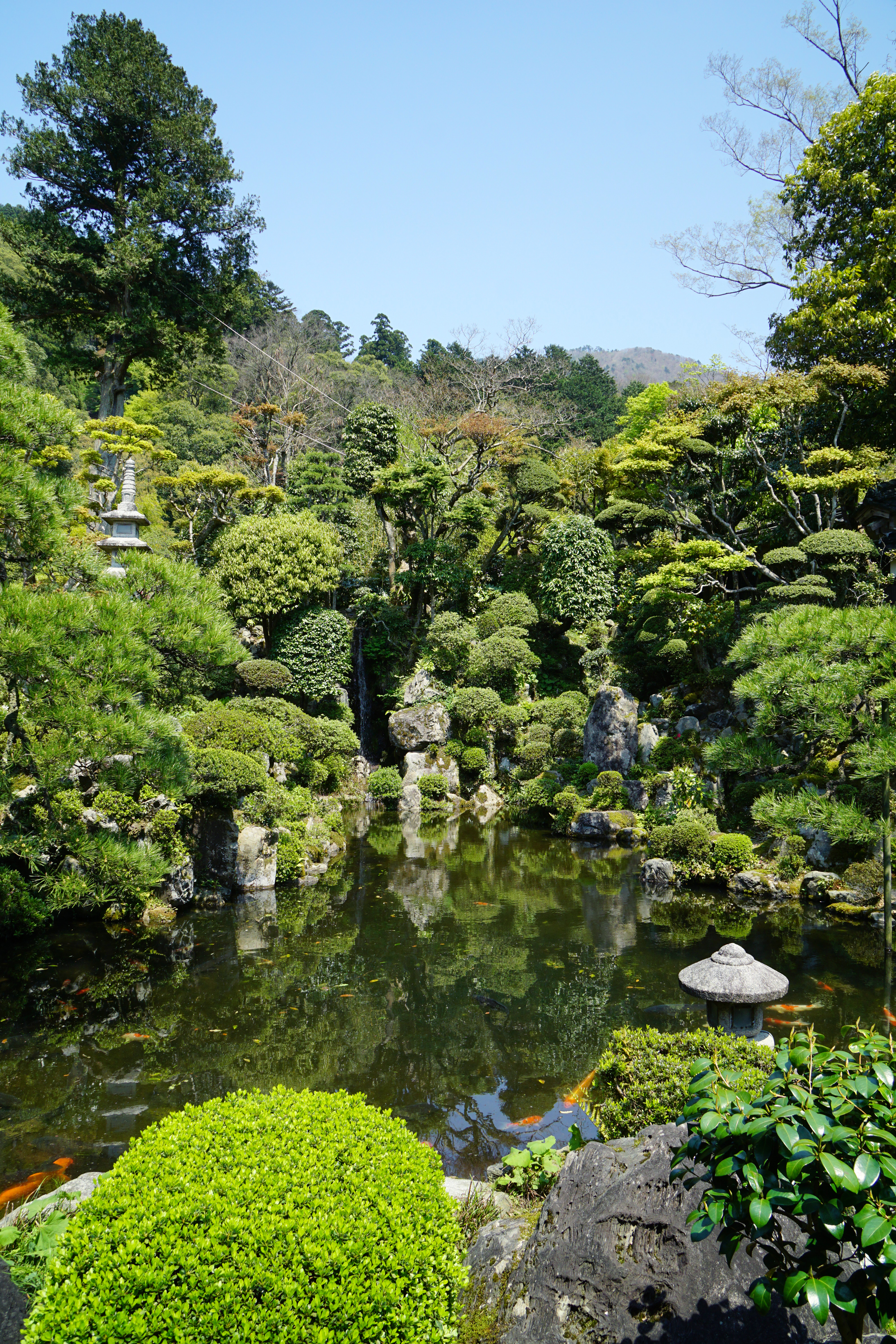
池泉庭園
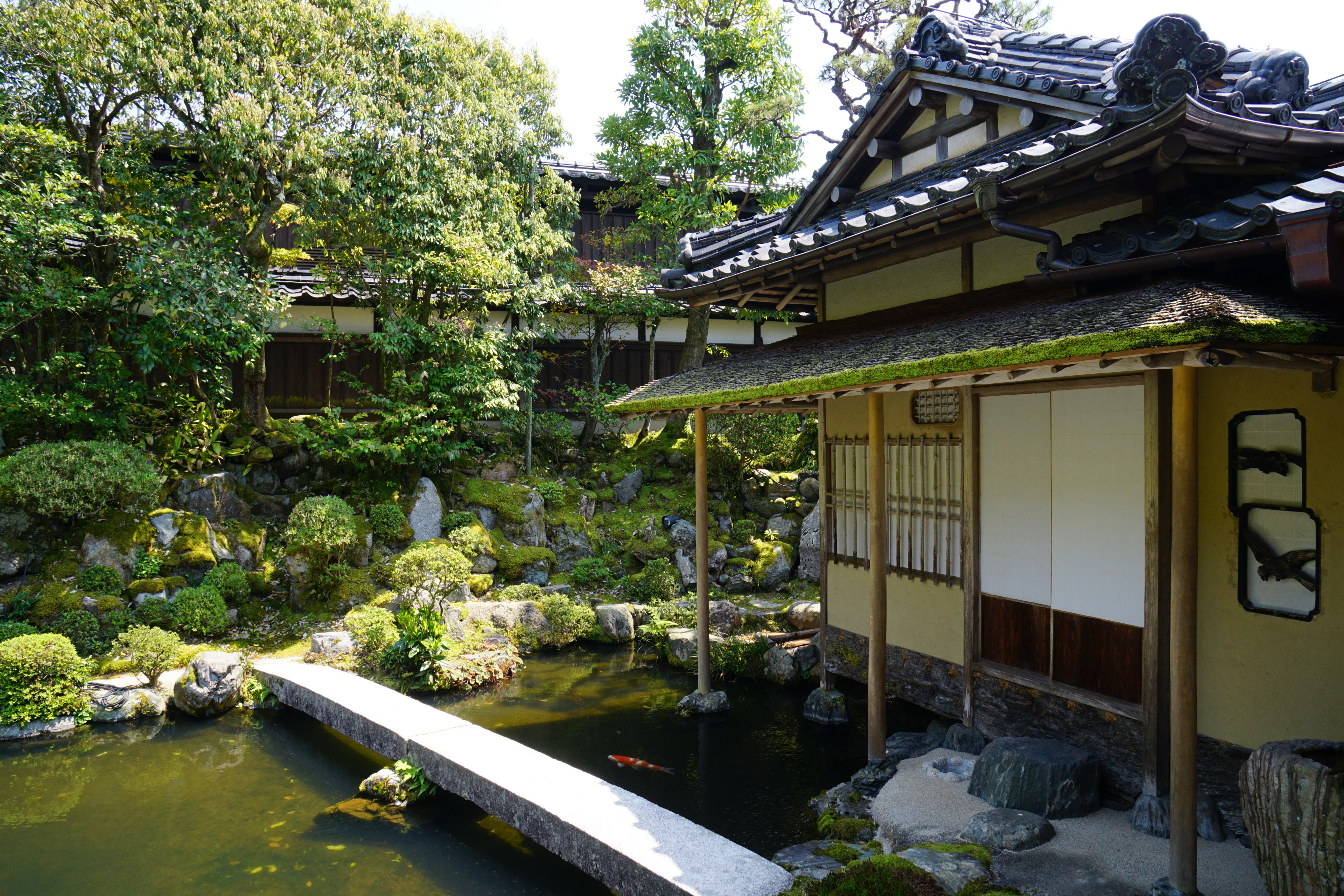
池泉庭園の茶室
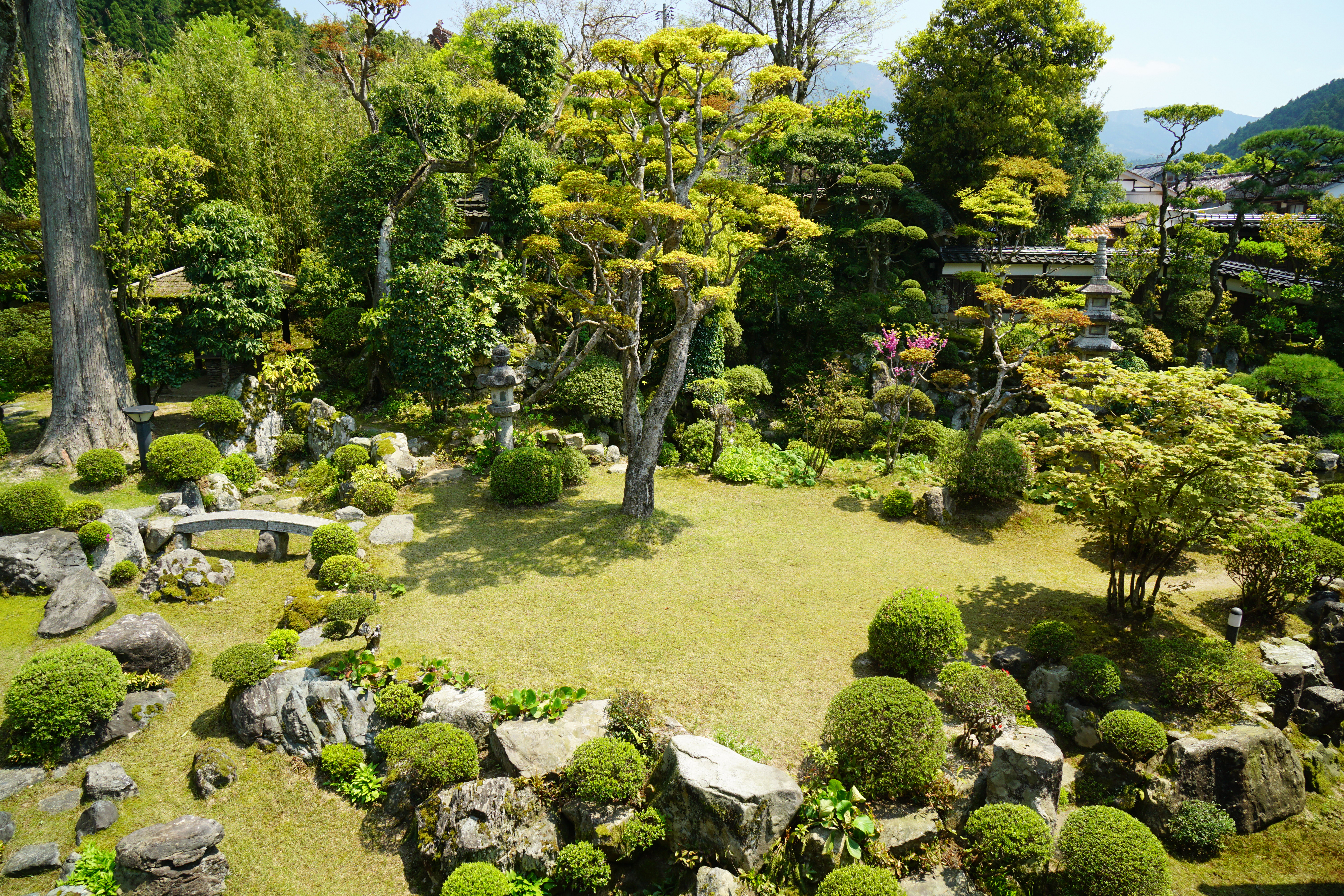
枯山水庭園
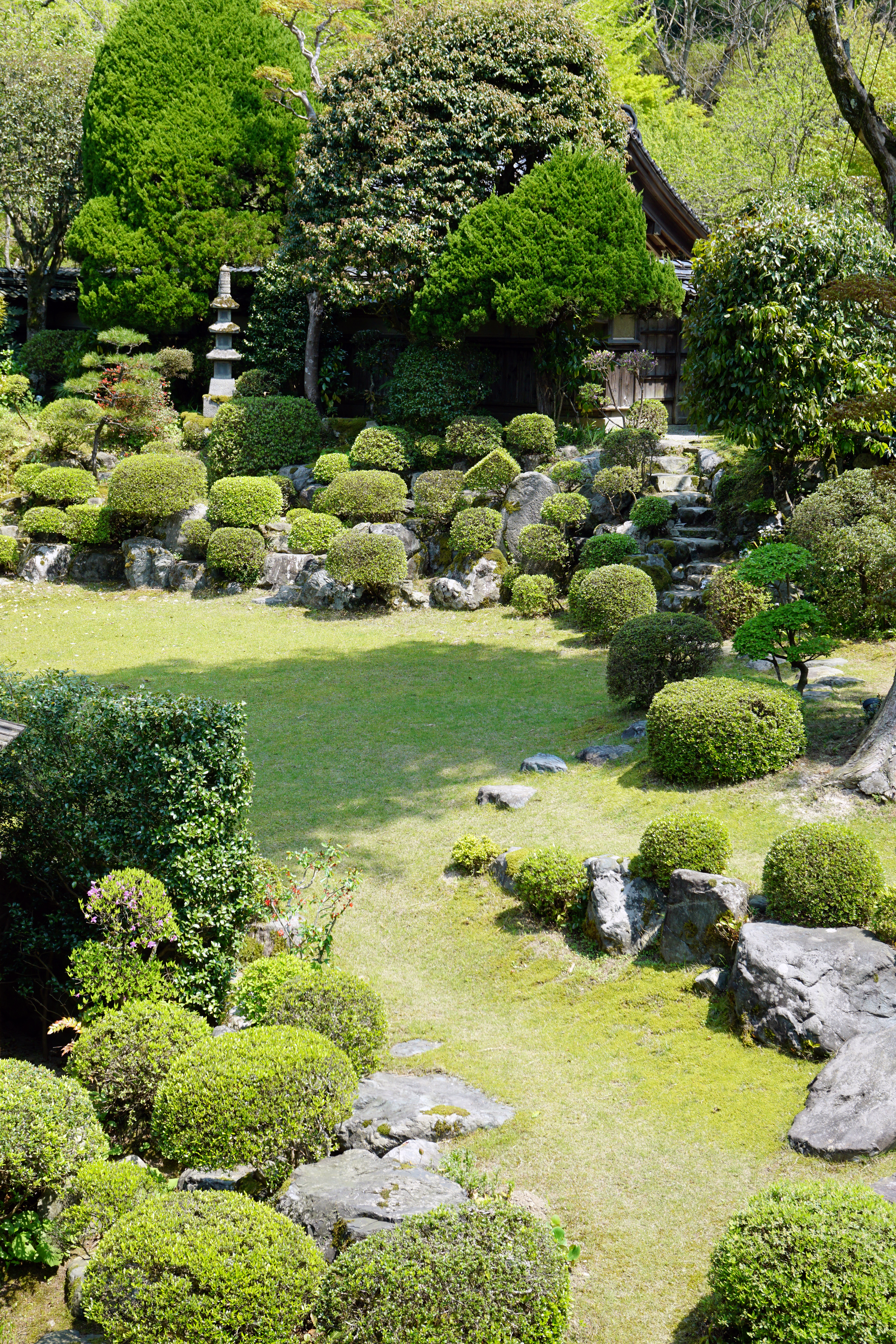
芝庭

## 利用案内
- 開館時間 - 10時～17時
- 休館日 - 4月～11月は無休、12月～3月は水曜日（祝日の場合は翌日）と年末年始（12月28日～1月2日）。
- 施設 - 喫茶店（日本庭園に面する座敷）、藍染工房
- 交通アクセス - 智頭急行・JR因美線智頭駅から徒歩10分